# Ülo Tuulik

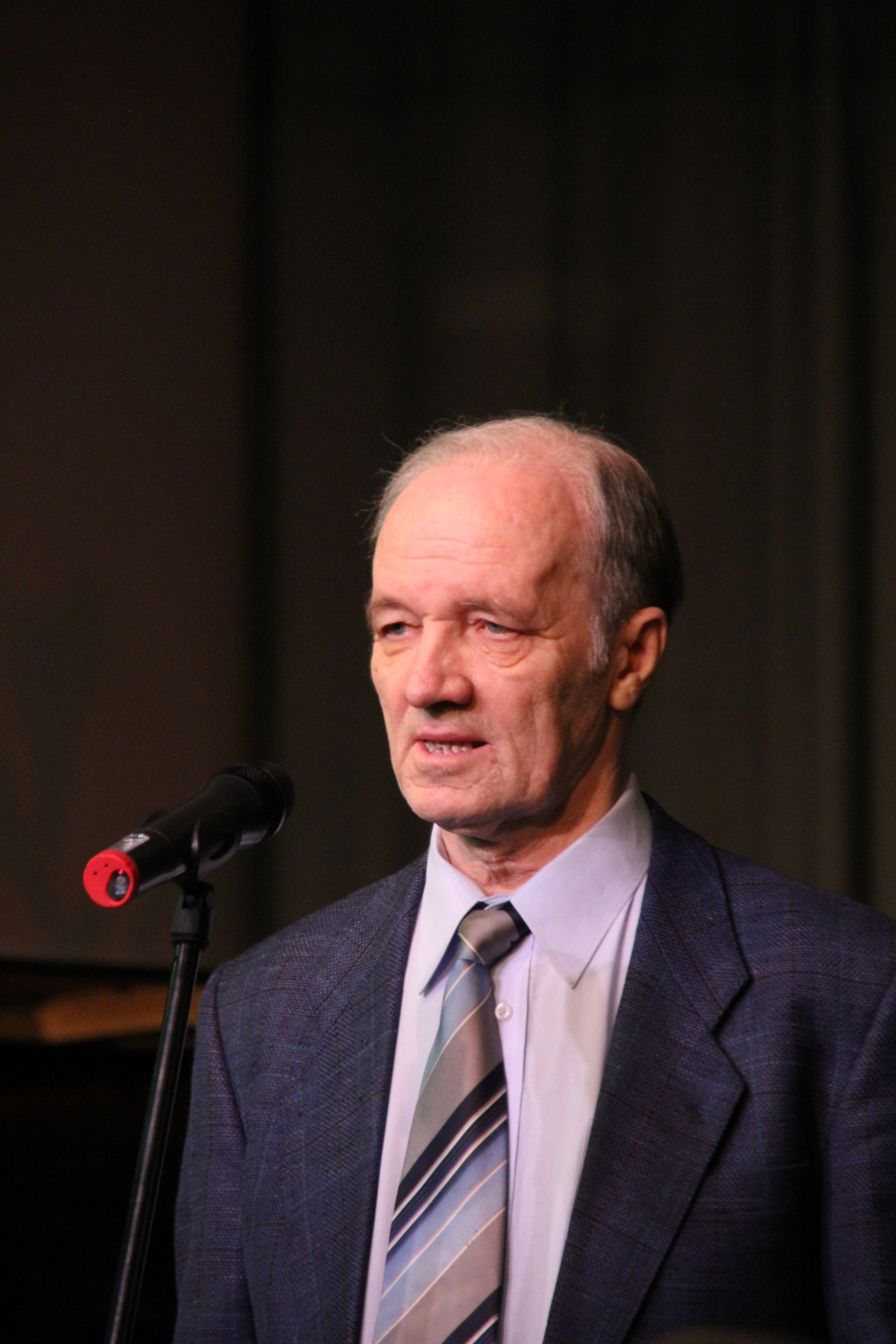
Ülo Tuulik (2011)

Ülo Tuulik (* 22. Februar 1940 auf der Insel Abruka) ist ein estnischer Schriftsteller.

## Leben
Ülo Tuulik ist der Zwillingsbruder des estnischen Schriftstellers Jüri Tuulik († 2014). Beide wurden auf der kleinen estnischen Insel Abruka bei Saaremaa geboren. Ülo Tuulik studierte bis 1963 estnische Philologie an der Universität Tartu. Er war danach als Redakteur bei verschiedenen Literaturzeitschriften beschäftigt. Von 1986 bis 1992 war er Vorstandssekretär des Estnischen Schriftstellerverbands.
Seinen Durchbruch erzielte Ülo Tuulik 1974 mit dem Roman „Sõja jalus“ (Dem Krieg im Wege). Darin schildert er die Zwangsumsiedlung der Bewohner Saaremaas und der Halbinsel Sõrve durch die deutschen Besatzungstruppen im Herbst 1944. Der Roman verarbeitet sein eigenes Schicksal, da er selbst mit seinem Bruder von dort durch die Nazis deportiert wurde und erst im Sommer 1945 in seine Heimat zurückkehren konnte.
Tuuliks Kurzgeschichte „Eri Klasiga Kielis“ (Mit Eri Klas in Kiel) erhielt 2006 den nach Friedebert Tuglas benannten Prosa-Preis.

## Wichtigste Werke

### Roman
- „Sõja jalus“ (1974)

### Reiseliteratur
- „Aafrika kuum meri“ (1965)
- „Atlandi kirjad“ (1979)
- „Kõrge taevas“ (1985)

### Prosasammlungen
- „Vihm Gibraltaris“ (1972)
- „Atlandi kirjad“ (1979)

### Anthologie
- „Kuidas kuulata tormi“ (1980)

## Deutsche Übersetzungen
- Tropennacht. Übersetzt von Aivo Kaidja, in: Estnische Novellen. Ausgewählt von Endel Sõgel. Tallinn: Perioodika 1979, S. 423–438
- Die Möwen – Was man mit einer Signalpistole anfangen kann. Übersetzt von Helga Viira, in: Das Schauspiel. Neuere estnische Kurzprosa. Ausgewählt von Endel Mallene. Tallinn: Perioodika 1983, S. 64–8.